# HMS Formidable (R67)
El HMS Formidable fue un portaaviones de la clase Illustrious que sirvió en la Real Marina Británica durante la Segunda Guerra Mundial y participó activamente en diferentes escenarios del Mediterráneo,  en el frente del Pacífico y brevemente en período post guerra. Formaba clase con el HMS Illustrious.

## Historia
El HMS Formidable fue construido en los astilleros de Harland and Wolff, en Belfast, Irlanda, botado en agosto de 1939 y alistado en noviembre de 1940.
El HMS Formidable fue la sexta unidad británica en llevar este nombre, durante su botadura en agosto de 1939 dos personas fallecieron a causa de estar muy próximas a la vía de lanzamiento y fueron alcanzadas por escombros.
El HMS Formidable fue dotado de un radar Tipo 279 de alerta cercana, su cubierta de vuelo blindada de 76 mm era completamente cerrada hasta la proa y fue inicialmente dotado con una escuadrilla de Fairey Swordfish. Su eslora, era  considerablemente más corta que el HMS Ark Royal.
Fue asignado a la fuerza C en Freetown junto al crucero HMS Norfolk y participó en la infructuosa búsqueda del acorazado de bolsillo alemán Admiral Scheer en el Atlántico.
En enero de 1941, fue transferido al puerto de Alejandría en Egipto para reemplazar al portaaviones HMS Illustrious quien había sido dañado por ataques aéreos. En ese puerto formó parte de la fuerza conformada por los acorazados HMS Warspite, HMS Valiant, HMS Barham y los cruceros HMS Gloucester y HMS York en prevención de los movimientos de la flota italiana.
Efectuó acciones de apoyo  para el minado en las costas de la Somalía italiana frente a Mogadiscio como parte de la
Operación Breach.
Participó exitosamente en la Batalla del Cabo Matapán, desde el 27 al 29 de marzo de 1941, junto a la fuerza de acorazados y cruceros ya mencionada sumado a la décima y decimocuarta flotilla de destructores al mando del almirante Andrew Browne Cunningham .
La fuerza de Fairey Albacores  del HMS Formidable lanzada contra la flota italiana logró éxito al dañar uno de estos aviones al acorazado Vittorio Veneto y dejarlo sin propulsión. El acorazado italiano se ofrecía como una tentadora presa para los ingleses y se ordenó un nuevo ataque; pero el navío italiano logró echar a andar las máquinas y en vez de alcanzar al acorazado, un torpedo dañó al crucero Pola quien venía en su apoyo, el cual quedó inmovilizado y fue hundido por los destructores ingleses.
El 26 de mayo de 1941, mientras efectuaba apoyo a las operaciones de la defensa de la isla de Creta, recibió graves daños por bombas de 1000 kg  que penetraron su cubierta y le provocaron 27 muertos. Tuvo que ser transferido a los Estados Unidos para su reparación donde permaneció seis meses, sin embargo, la capacidad operacional del Formidable resultó afectada hasta el final de sus servicios.

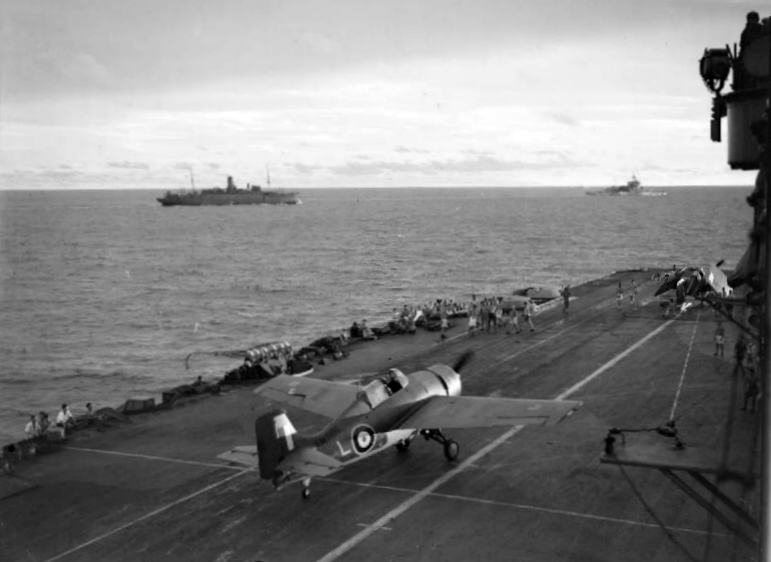
Aviones despegando de la cubierta del Formidable

Una vez reparado, fue destinado al Océano Índico bajo el mando del almirante James Somerville como parte de la Fuerza A compuesta por este portaaviones y el HMS Indomitable. En abril de 1942, en prevención de las incursiones japonesas sobre la isla de Ceilán, Somerville retiró estas importantes fuerzas al atolón de Addu salvándoles de una segura destrucción. Una vez retirados del área las fuerzas japonesas retornó a Trincomalee  donde permaneció hasta agosto de 1942.
En octubre de 1942 retorna al Mediterráneo y apoya en noviembre de ese año los desembarcos en el Norte de África y en julio de 1943, apoya las operaciones en Sicilia (Operación Husky) y el desembarco en Salerno.
En octubre de 1943, participa en la escolta de un convoy en el océano Ártico y en noviembre de ese año su flota aérea atacan y hunden al submarino alemán U-331.
En los inicios de 1944, el HMS Formidable es sometido a remodelaciones y posteriormente participa en operaciones infructuosas contra el acorazado Tirpitz en Noruega.

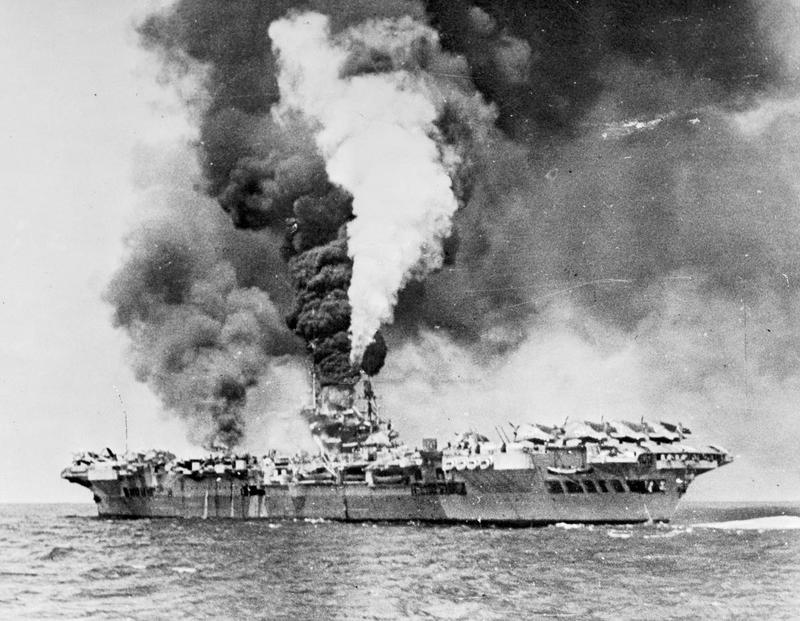
El HMS Formidable después de un ataque kamikaze fuera de Sakishima.

En mayo de 1945, fue nuevamente trasladado al frente del Pacífico como parte de la flota americana, apoyando el desembarco en la isla de Okinawa donde sufrió  reiterados ataques de kamikazes  mientras atacaba la isla de Sakishima Gunto que le causaron 8 bajas y una treintena de heridos, uno de los daños más graves lo sufrió el 4 de mayo cuando un kamikaze impactó y destruyó parte de la cubierta de vuelo causándoles incendios de gasolina que pudieron ser contenidos.
Terminada la contienda, el HMS Formidable operó en activo solo hasta 1947 como parte de las fuerzas de la OTAN, los daños  sufridos en el Mediterráneo fueron considerados económicamente insostenibles y fue pasado a la reserva en 1947, en 1953 fue desguazado, quedando totalmente desmantelado en 1956.